# Hydroporus umbrosus
Hydroporus umbrosus är en skalbaggsart som först beskrevs av Leonard Gyllenhaal 1808.  Hydroporus umbrosus ingår i släktet Hydroporus och familjen dykare. Arten är reproducerande i Sverige. Inga underarter finns listade i Catalogue of Life.

## Bildgalleri

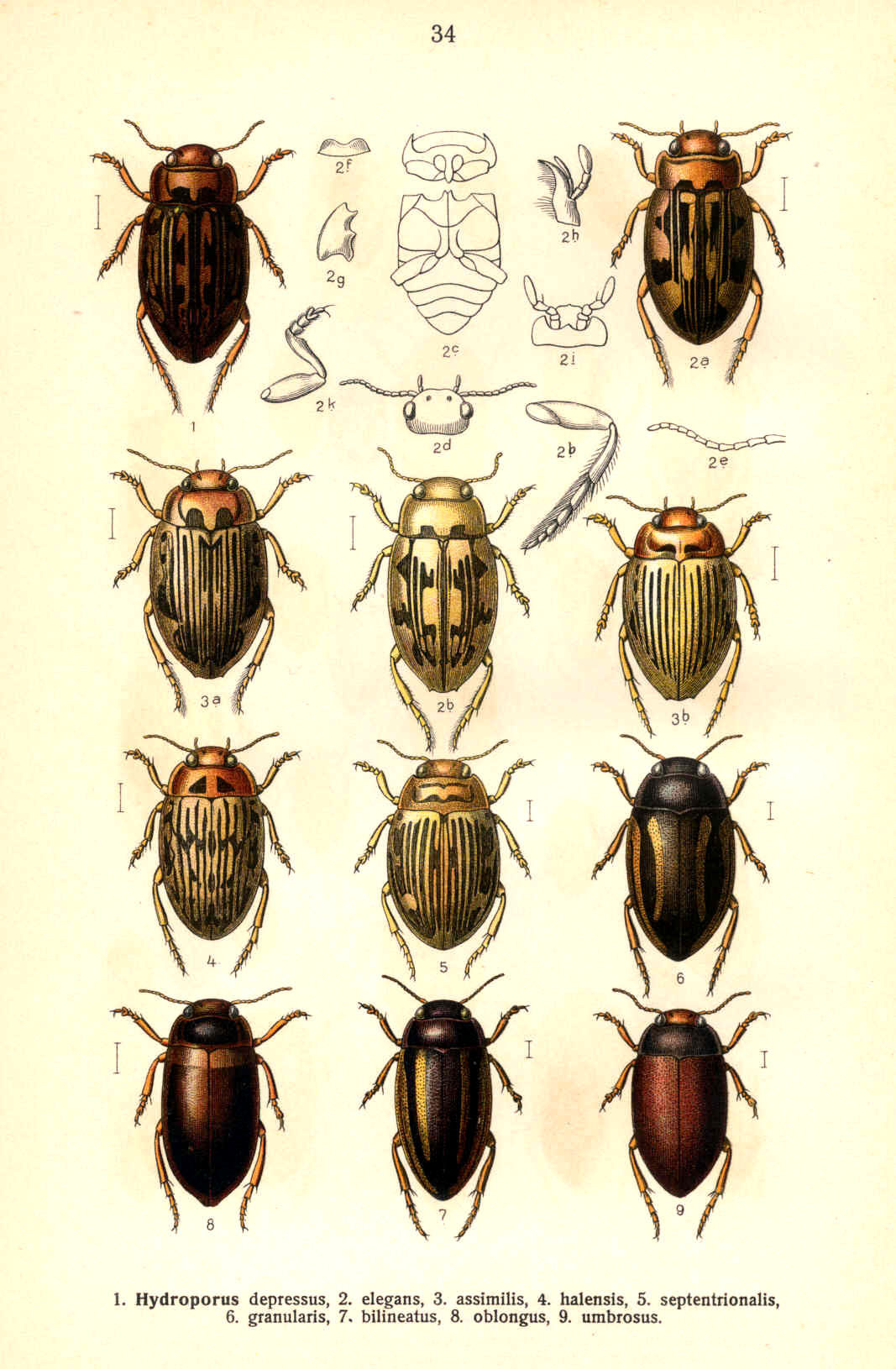